# سرزمین موعود (فیلم ۱۹۸۷)
«سرزمین موعود» (انگلیسی: Promised Land (1987 film)) فیلمی در ژانر درام به کارگردانی مایکل هافمن است که در سال ۱۹۸۸ منتشر شد.

## بازیگران
- تریسی پولن
- کیفر ساترلند
- مگ رایان
- هرتا ور
- جی آندروود
- رونالد ریگان